# Janirella bocqueti
Janirella bocqueti is een pissebed uit de familie Janirellidae. De wetenschappelijke naam van de soort is voor het eerst geldig gepubliceerd in 1974 door Chardy.